# Tamba splendida
Tamba splendida là một loài bướm đêm trong họ Noctuidae.